# خافيير مانزانو
خافيير مانزانو (بالإنجليزية: Javier Manzano)‏ هو صحفي ومصور أمريكي، (ولد في المكسيك القرن 20  م).